# Mahdi Mohamed Guled
Mahdi Mohamed Guled est un homme politique somalien. Il est Premier ministre de la Somalie par intérim depuis le 25 juillet 2020.